# Рок-Блаффс (Мен)
Рок-Блаффс (англ. Roque Bluffs) — місто (англ. town) в США, в окрузі Вашингтон штату Мен. Населення — 296 осіб (2020).

## Демографія
Згідно з переписом 2010 року, у місті мешкали 303 особи в 139 домогосподарствах у складі 91 родини. Було 273 помешкання
Расовий склад населення:
| - 98,3 % — білих - 0,7 % — корінних американців - 0,7 % — чорних або афроамериканців |

До двох чи більше рас належало 0,3 %. Частка іспаномовних становила 0,3 % від усіх жителів.
За віковим діапазоном населення розподілялося таким чином: 17,8 % — особи молодші 18 років, 59,8 % — особи у віці 18—64 років, 22,4 % — особи у віці 65 років та старші. Медіана віку мешканця становила 51,7 року. На 100 осіб жіночої статі у місті припадало 100,7 чоловіків;  на 100 жінок у віці від 18 років та старших — 100,8 чоловіків також старших 18 років.
Середній дохід на одне домашнє господарство  становив 66 696 доларів США (медіана — 49 375), а середній дохід на одну сім'ю — 74 844 долари (медіана — 52 321). Медіана доходів становила 39 250 доларів для чоловіків та 31 750 доларів для жінок. За межею бідності перебувало 11,4 % осіб, у тому числі 0,0 % дітей у віці до 18 років та 11,5 % осіб у віці 65 років та старших.
Цивільне працевлаштоване населення становило 142 особи. Основні галузі зайнятості: освіта, охорона здоров'я та соціальна допомога — 36,6 %, сільське господарство, лісництво, риболовля — 18,3 %, роздрібна торгівля — 11,3 %, мистецтво, розваги та відпочинок — 7,0 %.